# Максим Исповедник
Макси́м Испове́дник (греч. Μάξιμος ὁ Ὁμολογητής, лат. Maximus Confessor; 580, Константинополь — 13 августа 662, Схимарион, Лазика) — христианский монах, богослов и философ, известный непримиримой борьбой против ересей. Защитник и выразитель христологической доктрины диофелитства — учения о двух природных волях во Христе. Его труды использовал Иоанн Дамаскин в Точном изложении православной веры. Один из ведущих оппонентов политики византийских императоров, предпринятой с целью обеспечения единства империи, по объединению Православной церкви с монофизитами вокруг христологической доктрины (экклезиологической ереси) монофелитства — учения об одной, ипостасной (личностной) воле Богочеловека Иисуса Христа. Отвергал связанный с этой доктриной цезарепапизм.
Максим Исповедник прославлен в лике преподобных и в лике исповедников в Православных церквах и в лике святых Римско-католической церкви. Папа римский Бенедикт XVI, цитируя определение Максимом любви к Богу как проявляющейся исключительно в ответственности за другого человека, назвал Максима «великим Учителем Церкви» в своей энциклике Spe Salvi (2007), хотя в католицизме преподобный Максим не входит в список учителей Церкви. Его память Русская православная церковь совершает 13 августа (в греческих прологах на этот день указывается перенесение его мощей в Константинополь) и 21 января по юлианскому календарю.

## Биография

### Ранняя жизнь
О жизни Максима до начала его борьбы с монофелитством известно немного. Как личность, чьи действия оцениваются по-разному его сторонниками и противниками, он имеет две противоречащие друг другу версии жизнеописания. Официальная версия жития повествует, что Максим родился в Константинополе, в то время как противники Максима указывали, что он был родом из Палестины. Происхождение Максима под вопросом, хотя житие говорит, что он из византийской благородной семьи, что определило в дальнейшем его службу на должности секретаря императора Ираклия (611—641), с которым он, вероятно, был в родстве.
В 630 году Максим оставил общественную деятельность, чтобы принять монашеский постриг в монастыре Хрисополя, в городе на азиатском побережье Босфорского пролива, напротив Константинополя (современный Ускюдар, район Стамбула). В Хрисополе Максим был возведён в сан игумена монастыря.
Когда Персидская империя захватила Анатолию, многие христиане бежали с Востока и из Египта в Западную Африку. Около 640 года по поручению Софрония Максим перешёл в монастырь близ Карфагена, где начал изучать христологию Григория Нисского и Дионисия Ареопагита. Там же в Карфагене Максим начал свою карьеру как богослов и аскетический писатель. Максим был высоко оценён местным населением и духовенством как человек святой жизни. Для Африки он стал духовным лидером и неофициальным влиятельным политическим советником державшегося православия и оппозиционного монофелитству экзарха Африки Григория — сына Никиты — кузена императора Ираклия и, поскольку Максим состоял в родстве с императором Ираклием, родственника Максима.

### Противоборствомонофелитству
Пока Максим был в Карфагене, император Ираклий вёл политику единения монофизитских и диофизитских партий в церкви на основе моноэнергистской доктрины. Единство в богословском исповедании, могло способствовать укреплению единства империи перед военными угрозами Персии и нивелировать сами эти угрозы благодаря объединению с несторианской церковью Персии. Смысл деятельности Ираклия сводился к тому, чтобы халкидонское диофизитство было принято всеми церквами, при этом важно было избавить халкидонское вероопределение от подозрений в двусубъектности, а потому указывалось, что во Христе, как одной Богочеловеческой Ипостаси и при двух природах исповедуется единое Богомужнее действие (μία ενέργεια). По этому поводу в столице Византии возникает обсуждение понимания взаимодействия между человеческой и Божественной природами во Христе. В этот раз рассматривалась психологическая сторона метафизики Халкидонского Собора 451 г.
Перед изданием монофелитского экфесиса, при активном противодействии иерусалимского патриарха Софрония, константинопольский патриарх Сергий пишет римскому папе Гонорию I, смещая полемическую проблему с формулы «μία ενέργεια» — «одно действие» на «ἓν θέλημα» — «одна воля» и таким образом формулирует монофелитство. Папа Гонорий поддерживает такую позицию. И получив от Софрония синодику с формулировкой диоэнергизма, Гонорий уговаривает его не создавать спора ради мира Церкви. Опубликованный экфезис был отправлен Ираклием в Рим, когда и Сергий, и Гонорий уже умерли, а патриархом стал Пирр. Новый папа Северин отверг монофелитство. По этой причине возникло противостояние Рима и Константинополя.

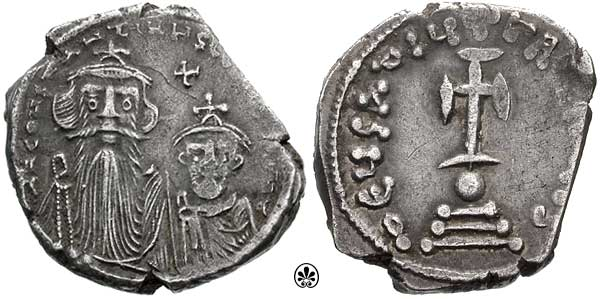
Монета, изображающая Константа II и его сына

Хотя Максим был духовным сыном Софрония, публично в борьбе с моноэнергизмом он не участвовал. Любопытно, что он даже поддержал изданный патриархом Сергием в 633 году Псефос — указ, запрещающий спорить об одном или двух действиях. В это время он продолжал свою активную полемику с северианами. Но первые письменные формулировки диофелитства Максим написал Пирру — своему преемнику как игумена Хрисополя. После смерти Сергия в 638 г. Пирр принял сан патриарха, но вскоре был смещён вследствие политических обстоятельств. Во время изгнания Пирра в июле 645 г., вероятно, в Карфагене, где традиционно было сильно влияние Рима, Максим и Пирр публично спорили на тему об энергиях и волях во Христе. В этом споре, поддерживаемый большинством африканских епископов, Максим отстаивал позицию, что воля — категория природы, а не ипостаси, а потому во Христе при двух природах нужно исповедовать и две воли.
Желая вернуть себе патриаршество, Пирр публично признал правильными доводы Максима и, используя это своё переубеждение, отправился вместе с Максимом в Рим. Однако, вернувшись в Константинополь, уже после воцарения императора Константа II, Пирр отверг учение Максима и снова занял монофелитскую позицию, в результате чего был анафематствован Римом. Споры между патриархом Константинополя Павлом II и папой Римским Теодором I побудили внука Ираклия, Константа II подписать императорский Типос, запрещающий всем жителям Империи спорить по данному вопросу:
ни порицать, ни осуждать никого за учение в прошлом об одной воле и одной энергии, ни за учение о двух волях и двух энергиях
Однако на Западе воля императора была проигнорирована. С 5 по 31 октября 649 г. в Риме состоялся Латеранский собор, где присутствовал и Максим Исповедник. Более 500 участников, сто пять епископов осудили монофелитство в официальном акте собора, который, как считают большинство исследователей, был написан Максимом.
По указу Константа II экзарх Олимпий прибыл для утверждения на соборе Типоса, однако обнаружив положение безысходным, решился на силовые меры. По преданию, солдат, посланный убить папу во время литургии, ослеп, дойдя до Чаши. Это чудо побудило Олимпия выдать папе тайный замысел и даже пойти в поход с целью захвата престола Константинополя, так же, как незадолго до того — экзарх Африки Григорий. Олимпий умер в походе или погиб в бою с сарацинами, однако его измена была вменена в вину папе Мартину I на том основании, что он не уведомил императора. Старый экзарх Равенны Феодор Каллиопа арестовал в Риме в 653 г. папу Мартина и Максима. Мартин был осуждён без расследования, и умер перед тем, как его должны были отправить в Императорский Дворец.

### Суд и изгнание
За отказ Максима принять «Типос», он был доставлен в 653 году в императорский дворец Константинополя. Максиму был предъявлен ряд обвинений. На первый вопрос является ли обвинённый христианином, Максим ответил «Да, по милости Божией», на что сакелларий замечает «Но если ты — христианин, то зачем ты ненавидишь царя?». Доказательством ненависти к императору послужило обвинение в предательстве сарацинам Египта и городов Африки. Вторым обвинением было видение Максимом сновидения, в котором ангелы запада кричали громче ангелов востока, что Григорий победит Константа. Ссылкой на этот сон папа Теодор I подстрекал экзарха Григория к бунту. Эти два обвинения Максим отверг как клеветнические, заметив судьям, что в первом случае, нет ни одного свидетеля его измены, во-втором, что если бы он и видел сон, то невольно, и судить за использование видения стоило бы папу Теодора.
На обвинение, что Максим говорил, что император не достоин быть священником, Максим подробно воспроизвёл спор с ним, где на вопрос «Разве всякий царь христианин не есть и священник?» отвечал отрицательно, обосновав тем, что царь не предстоит алтарю, не совершает таинств. Однако решающим аргументом послужило то, что царь на ектении поминается после епископов.
При обвинении в пропаганде оригенизма Максим ответил анафематствованием Оригена по постановлению Константинопольского Собора 553 года. Патриций Епифаний сказал, что если бы подсудимый прежде и являлся оригенистом, анафематствованием Оригена и его учения он освобождался от этого обвинения.
Ученика Анастасия пытались подговорить, что Максим оскорбил Пирра, тот сказал, что никто не почитал Пирра так, как Максим. Избив до полусмерти, Анастасия вновь бросили в тюрьму.
На второй день суда Максима испытывали на принятие Типоса и призывали к соединению с Константинопольской церковью. Максим был непреклонен, отвергая Типос и подтверждая диофелитскую позицию. Обвинители тогда предложили крайний вариант, если и Римская Церковь соединится с Константинополем, неужели Максим останется один, тем самым, намекая на гордыню. Максим говорил: «мне не дай Бог осудить кого-либо, что я один спасусь, но сколько могу, предпочту умереть, чем страх иметь пред совестью за то, что каким-либо образом преступил веру в Бога». Священник Пётр убедил Пирра, а тот римских апокрисиариев, что можно говорить и об одном действии по ипостаси, и о двух по природе, и те выразили согласие. Максим заметил суду, что послы превышают полномочия, и исповедуют не веру Римской Церкви, поэтому их мнение не имеет значения. После чего обвинители категорично спросили: «А если всё-таки соединятся римляне с византийцами, то что сделаешь?». Максим ответил:
Если вся вселенная начнёт причащаться с Патриархом, я не причащусь с ним. Дух Святой анафематствовал чрез апостола даже ангелов, вводящих что-либо новое и чуждое проповеди (евангельской и апостольской)

В июле 655 году Пётр занимает престол патриарха после смерти Пирра и вновь вызывает Максима на допрос, обвиняя в том, что он, анафематствуя Типос, анафематствовал и императора. Максим объясняет, что виновны в Типосе прежде всего духовенство, убедившее царя, и сенат, не воспрепятствовавший тому.
На следующий день Максима и учеников без одежды и еды отправляют в различные области Фракии: Максима в Визию, одного Анастасия в Берберу, и Анастасия — апокрисиария в Мосимврию.
Летом 656 году к Максиму посылается епископ Кесарии Вифинской Феодосий с подарками. В результате беседы Феодосий соглашается с Максимом в диофелитстве и находит аргументы Максима убедительными. В надежде, что император согласится с Максимом, Феодосий по указу императора привозит его в монастырь св. Феодора в Ригионе, близ Константинополя. Послы — патриции Троил и Епифаний спросили Максима согласен ли он с волей императора, уклонившись от вопроса в чём же она состоит. Они предложили ему согласиться с Типосом Константа II, чтобы ни Восток, ни Запад не искушались по поводу веры Максима. Обвиняемый в очередной раз отверг это предложение, несмотря на заверения патрициев, что Типос лишь требует молчания о вере ради мира церкви, а не провозглашает никакую ересь. На другой день, угрожая расправой как над папой Мартином, Максима отвезли через Селиврию в Берберы, где находился его ученик.
В 662 году Максим был вновь призван на суд и на этот раз уже обвинен как еретик и анафематствован вместе с св. Софронием, Мартином и другими. Его и двух его учеников Анастасия-монаха и Анастасия — апокрисиария осудили на пытки избиения воловьими жилами. По житию, Максим и Анастасий-монах по вырывании языка по-прежнему говорили, проповедуя две воли во Христе, за что мучители отрезали третьему брату язык, и всем также правые руки, чтоб те не смогли писать. Затем их провели по 12 кварталам города, предавая поношениям и избивая. При этом письмо с Кавказа Анастасия-апокрисиария, записавшего события из жизни Максима, не сообщает об этом ужасном его искалечении.
Учеников и Максима разлучили, сослав в разные отдаленные районы Империи. Максим был отправлен в Лазику или Колхиду — район Грузии, где он умер в изгнании в возрасте 82 лет 13 августа 662 года. Считается, что это произошло в городе Цагери в Южной (Нижней) Сванетии, где до сих пор существует посвященный ему мужской монастырь. Анастасий-монах умер по дороге на Кавказ, Анастасий-апокрисиарий прожил ещё 4 года. Многие считали Максима мучеником, потому как причиной его смерти во многом являлись последствия от пытки и тяжелые условия жизни в ссылке.

## Дальнейшие события
Несмотря на Соборное утверждение богословской позиции Максима на Шестом Вселенском Соборе, ни он, ни папа Мартин не были не только прославлены, но и не реабилитированы. Отношение к ним многих епископов было по-прежнему неоднозначным, и они по-прежнему оставались государственными преступниками. Максим получил известность уже после смерти, чему способствовали многочисленные чудеса на его могиле.
Лишь на VII Вселенском Соборе, благодаря тому, что в трудах Преподобного содержались наиважнейшие доводы в защиту иконопочитания, он был реабилитирован. Затем был второй период иконоборчества, продолжавшийся до Константинопольского собора 843 года, в течение которого признание святости Максима Исповедника было невозможным.
В Римско-католической церкви почитание Максима началось ещё до создания Конгрегации по канонизации святых.
Память преподобного Максима отмечается 3 февраля (21 января ст.ст.) и 26 августа (13 августа ст.ст.) (перенесение мощей).

## Богословие и философия

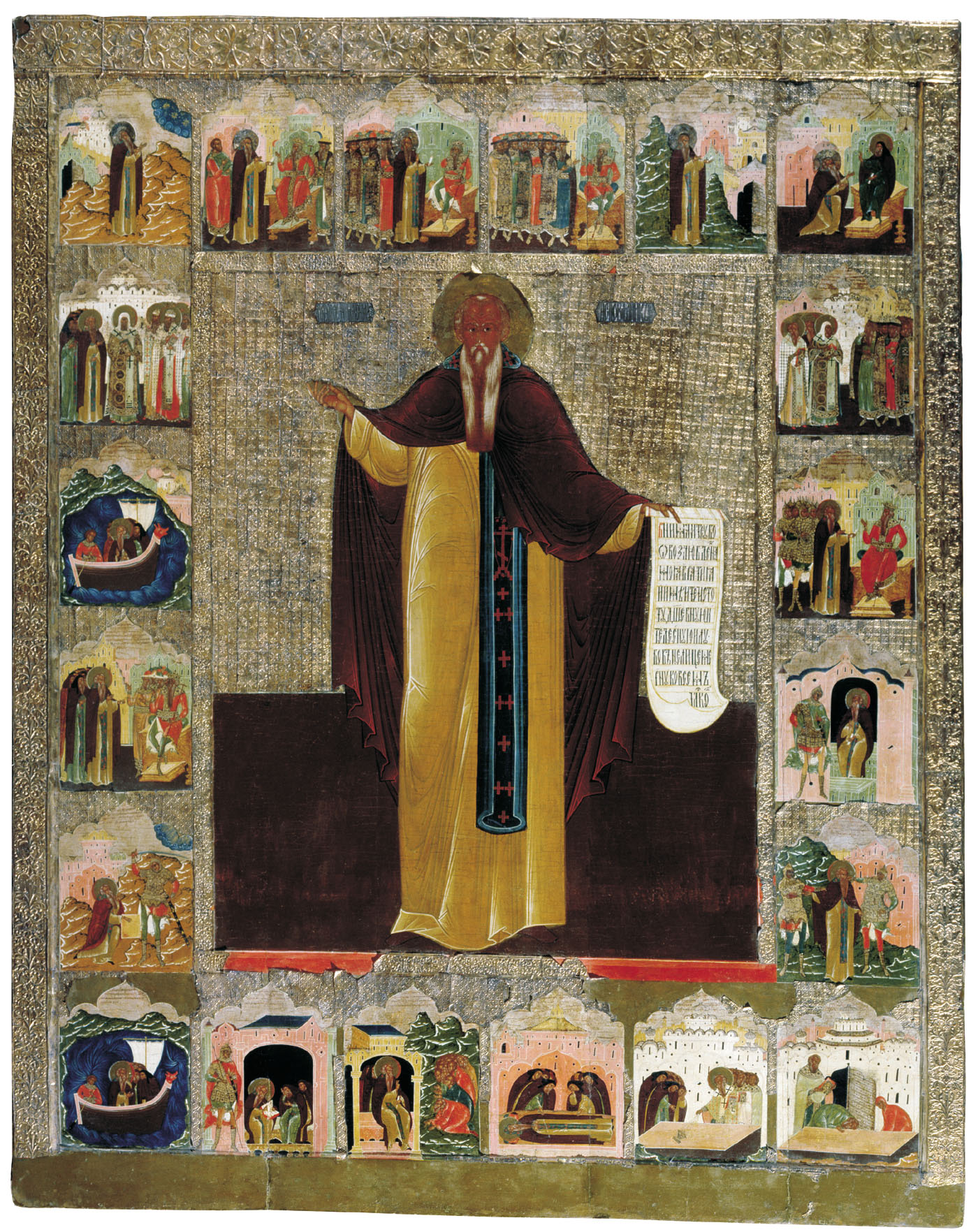
Православная икона

Опираясь на труды, подписанные именем Дионисия Ареопагита, Максим, как и многие другие христианские богословы, творчески переработал методологию неоплатонизма, разработанного Плотином и Проклом. (Впоследствии Ареопагитики со схолиями св. Максима были переведены на латынь Иоанном Скотом Эриугеной, который продолжил труды преподобного по усвоению этих текстов Церковью на Западе.).
Ряд авторов считает, что влияние Платона на Максима наиболее явно прослеживается в его богословской антропологии. Они считают, что Максим принимает платоновскую модель исхода и возвращения, уча, что человек создан как образ Божий, и цель спасения есть восстановление единства с Богом. Это подчеркивание обожения, или теозиса, утвердило место Максима в православном богословии византийской традиции как автора идеи, важной для православия в целом.
Человек для Максима — микрокосмос, средоточение целой Вселенной, центр мироздания. Он должен был объединить в себе весь мир и через себя соединить его с Богом.
Христологически Максим стоит на жёсткой позиции диофелитства, которая может быть показана как вершина теозиса. В терминах спасения это означает, что человеческое предназначение — соединиться с Богом.
Это возможно только потому, что Бог первым полностью принял человеческую природу при воплощении. По Максиму, если бы Христос не был полностью человеком, то спасение было бы невозможно, так как человек не может стать полностью обоженым.
Более того, в отличие от Ансельма Кентерберийского, св. Максим считал, что Бог бы воплотился даже в случае, если бы грехопадения Адама и Евы не было.

## Рецепция
Западная церковь широко использовала цитаты из трудов Максима Исповедника в «Точном изложении православной веры» Иоанна Дамаскина, но труды Максима в целом не привлекали внимания западных богословов (кроме Иоанна Скота Эриугены) до последнего времени.
В Православной восточной церкви византийской традиции, наоборот, собственные труды Максима, хотя и не все (поскольку многие были забыты или утеряны во время анафематствования преподобного Максима), имели сильное влияние в течение всей её истории. Уже Иоанн Дамаскин включал в свои работы фактически цитаты из текстов Максима Исповедника, не называя только его имени, как в то время ещё не реабилитированного. Протоиерей Иоанн Мейендорф называл Максима «подлинным отцом византийского богословия». По свидетельству принцессы Анны Комниной, труды Максима с увлечением читала её мать.
В дальнейшем интеллектуальными наследниками Максима явились поздние византийские богословы, такие, как Симеон Новый Богослов и Григорий Палама. Более того, множество работ Максима включено в греческое «Добротолюбие» — собрание некоторых наиболее известных греческих христианских писателей.

## Критика со стороны Древневосточных церквей
Один из крупнейших армянских богословов и догматистов VIII века Хосровик Таргманич критикует учение Максима Исповедника:
Так в отношении утверждения о двух волях и двух действиях во Христе: если кто-то говорит, что это по природе, то не будет вне правды, чтобы не ожесточиться как Гай и Феодосий, тело Господне, взятое от Девы, называя бесчувственным, недействующим и бесстрастным. Но если по соединению и тому же соединенному [кто-либо] осмелится приписать две воли и два действия, то будет совсем далеким от истины, и, повторяя ошибки Максима, будет подвергнут осуждению.Хосровик Таргманич

## ТворенияпреподобногоМаксима Исповедника
- Амбигвы к Иоанну
- Амбигвы к Фоме (о различных недоумениях у святых Дионисия и Григория)
- Беседа о покаянии
- Вопросоответы к Фалассию
- Гимны
- Главы о богословии и домостроительстве воплощения Сына Божия
- Десять глав о добродетели и пороке
- Диспут с Пирром
- К Феопемпту схоластику
- Мистагогия
- Наставление о воздержании в браке
- Письмо Иоанну постельничему о печали по Боге
- Письмо 10, Иоанну Кубикуларию
- Послание к Иоанну Кубикуларию о любви
- Послание о существе и ипостаси
- Различные богословские и домостроительные главы
- Слово о душе
- Схолии к труду Дионисия Ареопагита "О Таинственном Богословии"
- Толкование на 59 псалом
- Толкование на молитву Господню
- Три вида справедливости, или справедливость и суд
- Четыре сотни глав о любви

### Собрания трудов Максима
- Творения преподобного Максима Исповедника, пер. С. Л. Епифановича, А. И. Сидорова, вступ. статья и прим. А. И. Сидорова, Кн. I–II, Москва, 1993 (Святоотеческое наследие).
- Диспут с Пирром: прп. Максим Исповедник и христологические споры VII столетия, пер. с др.-греч. Д. Е. Афиногенова, пер. с сир. А. В. Муравьева, ст. Д. А. Поспелова и иером. Дионисия (Шлёнова), подг. критич. греч. текста А. Ю. Виноградова и Д. А. Поспелова, науч. комм. Д. А. Поспелова и Д. Е. Афиногенова, отв. ред. Д. А. Поспелов, Москва: изд. храма Софии Премудрости Божией в Средних Садовниках, 2004, 528 с. (Smaragdos Philocalias).
- Преподобный Максим Исповедник, О различных недоумениях у святых Григория и Дионисия (Амбигвы), пер. и прим. арх. Нектария (Яшунского), Москва, 2006 (Bibliotheca Ignatiana).
- Максим Исповедник: полемика с оригенизмом и моноэнергизмом, сост. Г. И. Беневич, Д. С. Бирюков, А. М. Шуфрин, Санкт-Петербург, 2007 (Византийская философия, т. 1; Smaragdos Philocalias).
- Максим Исповедник, Письма, пер. Е. Начинкина, сост. Г. И. Беневич, Санкт-Петербург, 2007 (Византийская философия, т. 2; Smaragdos Philocalias).
- Прп. Максим Исповедник, Вопросы и недоумения, пер. с древнегреч. Д. А. Черноглазова; сост., предисл., комм. и науч. ред. Г. И. Беневича; отв. ред. Д. А. Поспелов, Москва: Святая гора Афон: Никея; Пустынь Новая Фиваида Афонского Русского Пантелеимонова монастыря, 2010, 488 с. (Византийская философия, т. 6; Smaragdos Philocalias).
- Прп. Максим Исповедник и его соратники: документы из ссылки, сост. и предисл. Г. И. Беневич, отв. ред. Д. А. Поспелов, Святая гора Афон – Москва, 2012 (Византийская философия, т. 10; Smaragdos Philocalias).
- Прп. Максим Исповедник, Богословско-полемические сочинения (Opuscula Theologica et Polemica), пер. с древнегреч. Д. А. Черноглазова и Шуфрина А. М.; науч. ред., предисл. и коммент. Г. И. Беневича, Святая гора Афон; Санкт-Петербург: Издательство РХГА, 2014, 808 с. (Византийская философия, т. 15; Smaragdos Philocalias).
- Преп. Максим Исповедник, Полемика с оригенизмом и моноэнергизмом, сост. Г. И. Беневич, Д. С. Бирюков, А. М. Шуфрин, издание 2-е испр. и дополн., Санкт-Петербург, Издательство Олега Абышко, 2014, 672 с. (Византийская философия, т. 16; Smaragdos Philocalias).
- Преп. Максим Исповедник, Письма, пер. с древнегреч. Е. Начинкина, сост. Г. И. Беневич, издание 2-е испр. и дополн., Санкт-Петербург, Издательство Олега Абышко, 2015, 352 c. (Византийская философия, т. 17; Smaragdos Philocalias).
- Maximus Confessor: Selected Writings (Classics of Western Spirituality). Ed. George C. Berthold. Paulist Press, 1985. ISBN 0-8091-2659-1.
- On the Cosmic Mystery of Jesus Christ: Selected Writings from St. Maximus the Confessor (St. Vladimir’s Seminary Press «Popular Patristics» Series). Ed. & Trans. Paul M. Blowers, Robert Louis Wilken. St. Vladimir’s Seminary Press, 2004. ISBN 0-88141-249-X.
- St. Maximus the Confessor: The Ascetic Life, The Four Centuries on Charity (Ancient Christian Writers). Ed. Polycarp Sherwood. Paulist Press, 1955. ISBN 0-8091-0258-7.
- Maximus the Confessor and his Companions (Documents from Exile) (Oxford Early Christian Texts). Ed. and Trans. Pauline Allen, Bronwen Neil. Oxford University Press, 2004. ISBN 0-19-829991-5.